# روابط سلجوقیان و قراخانیان
سلجوقیان گروهی از ترک‌ها بودند که ابتدا در خدمت سامانیان بودند و آن‌ها را در جنگ با قراخانیان یاری می‌دادند اما بعد به خدمت یغان تکین ابن قدرخان یوسف قراخانی و بعد به خدمت علی تکین مشغول شدند. آن‌ها عامل مهمی در ابقای علی تکین در سمرقند و بخارا بودند. علی تکین به کمک آن‌ها در سال ۴۱۶ ه‍.ق (۱۰۲۵ م) در برابر سلطان محمود غزنوی و در سال ۴۲۳ ه‍.ق (۱۰۳۲ م) با خوارزم‌شاه جنگید. در زمان تمقاچ خان ابراهیم حاکم قراخانیان غربی، آلپ ارسلان سلجوقی حمله کرد و قراخانیان بخاطر این حمله به خلیفه شکایت کردند اما پس از آن تا اواخر حکومت آلپ ارسلان روابط آن‌ها با سلجوقیان صلح‌آمیز بود و پیوندهای خانوادگی در میان این دو خاندان برقرار شد. در سال ۴۶۵ ه‍.ق دراواخر حکومت ملک‌شاه یکم، شمس الملک قراخانی به قلمرو سلجوقیان هجوم برد. در اوایل حکومت ملک‌شاه سلجوقیان و قراخانیان بر سر نواحی جنوبی جیحون و تخارستان با هم اختلاف داشتند. در سال ۴۶۶ ه‍.ق (۱۰۷۴، ۱۰۷۵ م) تلس و کاشغر مورد هجوم ملک‌شاه سلجوقی قرار گرفت. شمس الملک در این زمان با شاخهٔ شرقی قراخانیان و پسران قدرخان یوسف درگیر بود احتمالاً به همین خاطر او با سلجوقیان صلح کرد در زمان حکومت احمد بن خضر خان در سال ۴۸۲ ه‍.ق (۱۰۸۹ م) سلجوقیان، سمرقند، بخارا، تلس و سیمرچیه را تصرف کردند. در همین زمان هارون بن سلیمان بن قدرخان یوسف حاکم کاشغر با ملک‌شاه قرار داد صلحی مبتنی برآوردن نام ملک‌شاه در خطبه و سکه و به ازدواج درآوردن یکی از دختران خود با پسر ملک‌شاه امضاء کرد.
اما در همین زمان فردی به نام طغرل بن ینان شورش کرد و خان کاشغر را، بیرون راند. اما سلجوقیان او و برادرش را که شورش کرده بود با هم آشتی دادند و آن دو قلمرو خود را باز پس گرفتند و ملک‌شاه بعد از او این منطقه را به برادرش سلیمان و سپس به محمود قراخانی سپرد. در سال ۴۹۰ ه‍.ق ، برکیارق، سلیمان بن داوود تمقاچ خان را برای حکومت قراخانیان غربی انتخاب کرد در همین سال قدرخان جبرئیل صاحب تلس و بلاسون به دنبال محمد بن سلیمان که به قلمرو سنجر سلجوقی گریخته بود، وارد قلمرو سنجر شد و به دست او به قتل رسید و سنجر با سپاهی محمد بن سلیمان را بر تخت سمرقند نشاند و دختر خود را به او داد که موجب شد در سال‌های آینده دو بار او را با سپاه یاری دهد. اما در سال‌های آخر حکومت محمد روابط او با سنجر تیره شد و در سال ۵۲۴ ه‍.ق (۱۱۳۰ م) سنجر سمرقند را غارت کرد و او را خلع کرده حسن بن علی و بعد برادر ارسلان خان را جانشین او نمود. زمانی که سنجر در اسارت غزان اسیر بود امیران سلجوقی محمود قراخانی خواهر زادهٔ سنجر را به جانشین او انتخاب کردند. سنجر نیز بعد از آزادی در زمان مرگش او را رسماً جانشین خود کرد. محمود قراخانی مجبور شد قدرت خود را با یکی از غلامان سپاه سالاران سنجر به نام ای آبه که بسیار قدرتمند بود تقسیم کند. آن دو در خراسان بر علیه غزان جنگیدند اما این جنگ به شکست آن‌ها انجامید. غزان پیروز به محمود پیشنهاد اتحاد دادند و او برای کاستن از قدرت آی آبه این پیشنهاد را پذیرفت؛ و در سال ۵۵۴ ه‍.ق (۱۱۵۹ م) این اتحاد انجام گرفت اما آی آبه غزان را شکست داد و محمود به صلح با او متمایل شد اما آی آبه در سال ۵۵۶ ه‍.ق او و پسرش را دستگیر و هر دو را کور کرد.
رابطهٔ قراخانیان با قراختائیان
قراختائیان قومی بودند که در چین زندگی می‌کردند و بعدها به ماوراءالنهر و فرارود کوچ کردند آن‌ها به ترکستان حمله کردند و با شاخه شرقی قراختائیان روبرو شدند اما ارسلان خان احمد توانست آن‌ها را شکست دهد.
دسته‌ای دیگر از آن‌ها به قلمرو قراخانیان در بلا ساغون وارد شدند و امیر قراخانی از آن‌ها بر علیه دشمنان خود بهره جست اما آن‌ها بعد از مدتی با قراخانیان در کاشغر و ختن جنگیدند در سال ۵۳۱ ق محمود خان ابن ارسلان محمد صاحب سمرقند با قراختائیان در خجند درگیر شد اما این درگیری به شکست انجامید. در سال ۵۳۶ نیروهای متحد محمود خان قراخانی و سلطان سنجر سلجوقی نتوانستند در برابر آن‌ها از سمرقند و ماورالنهر دفاع کنند و آن‌ها وارد سمرقند و بخارا شدند و برادر محمود طمغاچ خان ابراهیم سوم را بر تخت سمرقند نشاندند و او تا سال ۵۵۱ ق در این مقام ماند.
در زمان عثمان خان قراختانیان و قراختائیان و خوارزمشاهیان بر علیه غوریان متحد شدند و توانستند آن‌ها را شکست دهند در حدود سال ۵۵۱ ق قراخانیان خراج‌گذار قراختائیان بودند در زمان چغری خان طمغاچ خان ابراهیم سوم قراختانیان بر علیه قرلقان متمرد از قراختائیان درخواست کمک کردند اما این درخواست نتیجه‌ای نداشت و آن‌ها مجبور شدند با قرلقان صلح کنند.
در سال ۶۰۶ ق برابر با ۱۲۱۰ میلادی عثمان خان از دختر گورخان قراختایی خواستگاری اما گورخان به این ازدواج راضی نشد و عثمان خان که رنجیده خاطر شده بود ادعای استقلال کرد و سپاهیان قراختایی سمرقند را اشغال کردند اما آن‌ها مجبور شدند به خاطر شورش‌های دیگر سمرقند را ترک کنند و عثمان خان که با محمد خوارزم شاه متحد شده بود آن‌ها را تعقیب کرده و شکست داد. ولی بعد از مدتی عثمان خان تصمیم گرفت روابطش را با قراختائیان از سر بگیرد و خوارزمشاهیانی که در سمرقند بودند را قتل‌عام کرد و به رغم ازدواج با دختر خوارزم شاه با دختر گورخان نیز عقد ازدواج برقرار کرد و نتیجه این تمرد از خوارزمشاهیان فتح سمرقند و برانداختن دودمان قراخانی توسط سلطان محمد خوارزمشاه بود.

## روابط نهادهای مذهبی و تأثیرات آن‌ها بر حکومت قراخانیان
نهادهای مذهبی در این زمان در میان عامه قدرت فراوان داشتند. در زمان سامانیان وقتی امیر سامانی از مردم خواست تا به یاری او و مقابله با قراخانیان بشتابند آنهابا نهادهای مذهبی مشورت کردند و علما به مردم این اطمینان را دارند که قراخانیان افراد با ایمانی هستند و نیازی نیست به خاطر سامانیان بی ایمان با آن‌ها مبارزه کرد. شمس الملک قراخانی با طبقات مذهبی درگیر شد و در سال ۴۶۱ ق امام ابو ابراهیم صفاری را اعدام کرد در زمان احمد بن خضر خان طبقات مذهبی که از سلطان ناراضی بودند فردی را به نام طاهر بن عدیک به سوی ملکشاه فرستادند و او در سال ۴۸۲ ق از او بر علیه احمد خان دستور کمک کردند که باعث شد سلطان سمرقند را فتح کرده و او را خلع کند اما پس از مدتی تاج و تخت را به او برگرداند سپس در سال ۴۸۸ همین نمایندگان مذهبی سلطان را به جرم پذیرفتن کیش اسمائیلی در سمرقند اعدام کردند.
پدیده‌ای که در ق ۵ قمری برابر با ۱۱ میلادی دیده می‌شود پیش گرفتن تقوا و دین داری ریاکارانه‌ای از سوی حکام برای جلب نظر طبقات مذهبی بوده از سوی دیگر نظامیان همواره برای جلوگیری از افزایش قدرت مرکزی طبقات مذهبی بر علیه آن‌ها یاری می‌دادند.
در سال ۵۰۷ احتمالاً این رهبران مذهبی بودند که از ستم ارسلان خان محمد به سنجر شکایت کردند در اواخر حکومتش او بیمار شد و با کمک پسرش فرمانروایی می‌کرد اما فقیهی علوی و رئیس سمرقند که از رهبران مذهبی بودند توطئه کردند و پسر او را کشتند اما احمد پسر دیگرش از توطئه گران انتقام گرفت.
طمقاچ خان ابراهیم که شخصیت مثبتی در تاریخ دارد به اعدام شیخ ابوالقاسم سمرقندی اقدام کرد. قدرت این طبقات مذهبی را در پیدایش دودمان‌هایی از رهبران مذهبی به خصوص در بخارا می‌توان دید که غالباً القاب افتخاری صدور داشتند در سده پنجم قمری امامان مذهبی خاندان صفاری بودند اما سنجر در سفر جنگی خود به ماورالنهر در سال ۴۹۵ قمری آن‌ها را خلع کرد و امام عبدالعزیز بن عمر از خاندان برهان را جانشینی او کرد سنجر با دادن لقب صداره یکی از خواهراش را به عقد او درآورد و از این پس او و جانشینانش که به آل برهان معروف بودند دست نشاندهٔ سلجوقیان شدند در زمان قراختائیان هم آل برهان مستقیماً با آن‌ها گفتگو کردند و مالیات بخارا را برای قراختائیان جمع‌آوری می‌کردند بنابراین قدرت برهانیان هم جنبه مذهبی و هم سیاسی و مالی داشت این خاندان قدرت خود را تا دوران خوارزمشاهیان و اوایل مغولان حفظ کردند و در سال ۶۳۶ ق با یک قیام مردمی بر کنار شدند.

## پیشینه قراخانیان
قراخانیان از اتحادیهٔ قبایل ترک قرلق که از قبایل یغما، تخسی و چگل تشکیل شده بود زاده شدندو این قبایل از مدت‌های قبل دشت‌های تیان شان تا بخش‌های میانه سیهون را در دست داشتند. قرلق‌ها از قدیم در دشت‌های آسیای میانه بودند و از سدهٔ نخست قمری یا هفتم میلادی جزو قبایل سازگار درون امپراتوری ترک می‌دانند. به روئسای آن‌ها ایلگ گفته می‌شد که این لقب در متون منطقهٔ تورفان یافت شد. به همین خاطر منابع اسلامی به قراخانیان ایلگ خانیان نیز می‌گویند. بعد از فروپاشی امپراتوری ترک در سال ۱۲۵ قمری برابر با ۷۴۱ میلادی اتحادیه‌های مختلفی شکل گرفت که در آن رئس قرلق‌ها به خود لقب یبغو و سپس قاغان به خود داد که قراخانیان نیز آن را برای خود انتخاب کردند. در سدهٔ چهارم قمری دهم میلادی قرلق‌ها مسلمان شدند و نخستین پادشاه آن‌ها که مسلمان شد ستوک بقراخان در گذشته سال (۹۵۵م -۳۴۴ق) بود و نامش را به عبدالکریم تغییر داد و او از کاشغر بر قوم خود فرمانروایی می‌کرد. کار مسلمان کردن این اقوام را دراویش و صوفیانی که به دشت‌های آسیای میانه می‌رفتند و در راسخ بودن اعتقاداتشان از نظر دستگاه‌های مذهبی تردید وجود داشت انجام گرفت اما قراختائیان پس از اسلام آوردن به سنیان راسخ اعتقادی تبدیل شدند بعید نیست که یکی از این مبلغان که از مردم نیشابور بود از خدمت سامانیان به قراختائیان پیوسته بود. به نام ابوالحسن محمد الکلماتی در تغییر دین شاهزاده شوق نقش داشته باشد و کاشغری بین زبان ترکان یعنی قرلق‌ها یا قراختائیان و ترکمن‌ها تفاوت‌های قائل می‌شود سطح فرهنگی قبایل قرلق و در نتیجه قراختائیان نسبت به ترکان غربی تر بالا بود زیرا آن‌ها از الفبای ایغوری استفاده می‌کردند و خط عربی تنها به مرو توانست جای آن را در میان قراختائیان بگیرد.

## ساختار سیاسی حکومت قراخانی
حکومت قراخانیان به صورت اتحادیهٔ قبیلهٔ باقی ماند و هرگز به شک یک دولت یکپارچه اداره نمی‌شد. آن‌ها در تیان شان که در فاصلهٔ دوری از فرارود قرار دارد که جزء قلم روی آن‌ها بود ییلاق می‌کردند در نظام سیاسی آن‌ها یک خان بزرگ و یک خان بدیل وجود داشت که این مطابق با سنت‌های باستانی ترکان بود. از سدهٔ پنجم قمری یا یازدهم میلادی ستیزه‌های خونین در میان خاندان قراخانی آغاز شد و دو شاخه شدند که به نام‌های اسلامی آل علی و آل حسن خوانده می‌شدند. پس از سال ۴۳۳ قمری یا ۱۰۴۱ یا ۱۰۴۲ میلادی دو دومان شرقی و غربی قراخانی وجود داشت که به ترتیب در بلاساغون و اوزکند و سپس در کاشغر و سمرقند مستقر شدند ساختار سیاسی دودمان به صورت نظام دو گانهٔ خانی و خوانین تابعهٔ کوچک‌تر بود به همین خاطر ممکن بود چندین شاهزاده در مناطق مختلف در یک زمان قدرت داشته باشند. القاب آن‌ها به صورت ترکیبی از اسامی ترکی و قبیله‌ای و توتمیستی با اسامی اسلامی بود در اوایل پنجم قمری یا یازدهم میلادی ادارهٔ فرارود به شیوهٔ اولیهٔ خود یعنی به صورت شهر، کشورهای مستقل بازگشت که در هر کدام از آن مناطق یکی از شاهزاده گان یا اشراف قراخانی حکومت می‌کردند با این گرایش به منطقه یی کردن اشراف زمین‌دار قدرت یافت و حتی بعضی دهستانان شمال رود سیحون به نام خود سکه زدند و بار عمومی هزینهٔ دولت کاهش یافت در حکومت قراخانیان مانند همه دولت‌های صحرا نشین، مفهوم مالکیت عشیرتی از حقوق خصوصی به حقوق عمومی منتقل شده بود. کشور، ملک همه خاندان خان محسوب می‌شد و به اقطاعات کوچک تقسیم می‌شد و گاه خانان این نواحی مقتدر بودند و رئیس دولت را به رسمیت نمی‌شناختند. این شیوه معمولاً باعث جنگ‌های داخلی و تغییر دائمی حکام می‌شد به همین خاطر به هیچ وجه نمی‌توانیم مدت فرمانروایی هیچ عضوی از این خاندان را به‌طور دقیق تعیین کنیم؛ حتی سکه‌های فراوان قراخانی هم نمی‌تواند به ما در حل این موضوع کمک کند چون مدارک تاریخی کافی برای اثبات این موضوع که القاب موجود در سکه از آن یک نفر هست یا چند نفر.

## ارتباط قراخانیان و سامانیان
قراخانیان در سال ۳۶۶ قمری مناطق اولیای درهٔ زرفشان که معدن های نقرهٔ سامانیان در آن جا بود را تصرف کردند و در سال ۳۷۰ ق مشغول تحکیم پایه‌های قدرت خود در بلاساغون و کاشغر در شمال اسفیجاب شدند و به صورت صلح جویانه شاهزاده نشین‌های را که از سامانیان جدا شده بودند را تصرف کردند .در سال ۳۸۲ ق بغرا خان به قلمروی سامانیان حمله کرد و با شکست دادن شاه سامانی به سمت بخارا پیش روی کرد .این کار موجب گریز امیر سامانی شد اما بغرا خان در بخارا بیمار شد و شهر را رها کرده و به سمت شمال رفت و در آنجا در گذشت و به همین خاطر نوح امیر سامانی توانست به بخارا بازگردد و مناطق از دست رفتهٔ خود را پس بگیرد در سال ۳۸۴ نصر خان خان قراخانی به سامانیان حمله کرد و با تصرف سمرقند و بخارا به حکومت سامانیان در فرارود پایین داد در این زمان مردم این شهرها مقاومتی نکردند چون علما به آن‌ها اطمینان داده بودند که قراخانیان مانند خودشان مسلمانان معتقدی هستند قراخانیان در این زمان بر حوضهٔ سیر دریا تسلط داشتند برادر کوچک‌تر امیر سامانی برای نجات تاج و تخت خود توانست به کمک متحدان مختلف چند بار قراخانیان را شکست دهد اما به دلیل کم بود نیرو مجبور شد از متصرفات خود دست بکشد و در سال ۳۹۴ ق در یک جنگ سرنوشت ساز قراخانیان توانستند او را به‌طور کامل شکست دهند و سامانیان را منقرض کنند و قلم روی سامانیان را بین خود تقسیم کردند.

## رابطهٔ قراخانیان و غزنوی
در سال ۳۹۱ قمری برابر با ۱۰۰۱ میلادی نصرخان و محمود غزنوی به توافق رسیدند که قلمروی سامانیان را بین خود تقسیم کنند و رود جیحون مرز میان آن دو شد. ایلگ نصر برای برقراری رابطهٔ خویشاوندی با غزنویان یکی از دختران خود را به نکاح محمود غزنوی درآورد اما آن‌ها همیشه بر سر نواحی جیحون و خراسان با غزنویان اختلاف داشتند. در سال ۳۹۶ ق قراخانیان به خراسان هجوم آوردند و از دو جهت به نیشابور و مرو حمله کردند در نیشابور دهقانان محلی که از اعمال مالیاتی غزنویان به ستوه آمده بودند با آن‌ها سازش کردند اما محمود توانست آن‌ها را شکست و به مرو عقب براند .در سال ۳۹۸ ق نصرخان و یوسف قدرخان بر علیه غزنویان متحد شدند و به قلمروی آن‌ها حمله کردند اما این حمله هم به شکست انجامید. نواحی خوارزم و بخش‌های رود جیحون برای غزنویان و قراختانیان بسیار اهمیت داشت. چون غزنویان می‌توانستند از این طریق به سادگی به قراخانیان حمله کردند احمد طغان خان صاحب سیهرچیه و کاشغر و سپس یوسف قدرخان حاکم ختن و کاشغر با محمود غزنوی بر علیه علی هارون بقراخان معروف به علی تگین صاحب سمرقند و بخارا متحد شدند در این زمان قراخانیان دچار اختلافات خانوادگی شده بودند علی تگین بزرگ‌ترین و سر سخت‌ترین دشمن قراخانی غزنویان بود در این اتحاد قرار پیوند خیشاوندی با محمود هم گذاشته شد علی تگین سربازی از قبایل سلجوقی را در خدمت خود داشت آن‌ها در سال ۴۱۶ ق برابر با ۱۰۲۵ میلادی آن‌ها با هم روبرو شدند و در این جنگ علی تگین شکست خورد اما با ترک منطقه به توسط محمود غزنوی علی تگین بازگشت و متصرفات خود را بازگرفت بعد از مرگ محمود غزنوی پسرش مسعود برای به دست گرفتن تاج و تحت در عضای دادن ختن از او کمک نظامی خواست اما این کمک ضرورتی نیافت و علی تگین بر علیه غزنویان با حاک خوارزم متحد شد اما این اتحاد بجایی نرسید چون هر دوی آن‌ها در همین سال درگذشتند و دشمنی با غزنویان را پسران علی تگین ادامه دادن قراخانیان شرقی و سلطان مسعود تمایل به برقراری روابط صلح‌آمیز داشتند و در سال ۴۲۲ قدرخان یوسف پذیرای هیئت مذاکره‌کنندهٔ سلطان مسعود شد که این مذاکرات چهار سال به طول انجامید در این مذکرات قراره ازدواج یکی از دختران یوسف قدرخان با مسعود و یکی دیگر از دختران قراخانی برای شاهزاده مودود گذاشته شد این مذاکرات در سال ۴۲۸ ق این مذاکرات با پسر قدرخان یوسف از سر گرفته شد در سال ۴۲۹ بوری تگین شاهزادهٔ قراخانی وخش و ختن و مرزهای غزنویان را غارت کرد بعد از جنگ دندان قان مسعود غزنوی تصمیم گرفت نواحی بلخ و توخارستان را به شاهزادهٔ قراخانی بوی تگین واگذار کند در زمان پادشاهی مودود بوی تگین بر علیه سلجوقیان با غزنویان متحد شد اما این اتحاد نتیجهٔ نداد همچنین تمقاچ خان ابراهیم بن نصر با غزنویان ضد سلجوقیان متحد شدند اما خان غراخانی در کنار رود جیحون با سلجوقیان صلح کرد قراخانیان مجبور بودند در زمان اوج قدرت غزنویان فقط از طریق آن‌ها با خلافت بغداد ارتباط برقرار کنند در سال ۴۲۲ خلیفه به مسعود غزنوی تعهد داد که جز از طریق آن‌ها با قراخانیان ارتباطی برقرار نکند.